# Belgische mannenestafetteteam 4 × 100 m
Het Belgische mannenestafetteteam 4 × 100 m is de ploeg die België vertegenwoordigt in internationale atletiekwedstrijden op de 4 × 100 meter estafette. De ploeg wordt gevormd door de Koninklijke Belgische Atletiekbond, de Belgische atletiekfederatie. De bijnaam van de estafetteploeg is de Belgian Falcons, een naam die in 2022 werd bedacht.

## Overzicht kampioenschappen
| Jaar | Kamp. | Pos. | Prestatie in finale | Teamopstelling in finale                                          | Prestatie in reeksen | Teamopstelling in reeksen                                                    |
| ---- | ----- | ---- | ------------------- | ----------------------------------------------------------------- | -------------------- | ---------------------------------------------------------------------------- |
| 1920 | OS    |      | (geen finale)       | (geen finale)                                                     |                      | Julien Lehouck Max Houben Omer Smet Paul Brochart                            |
| 1928 | OS    |      | (geen finale)       | (geen finale)                                                     | -                    | Paul Brochart Willy Dujardin Adolphe Groscol Fred Zinner                     |
| 1946 | EK    | 6e   | 43,5 s              | Herman Kunnen Fernand Bourgaux François Braekman Pol Braekman     | 42,4 s               | Herman Kunnen Fernand Bourgaux François Braekman Pol Braekman                |
| 1948 | OS    |      | (geen finale)       | (geen finale)                                                     | DNF                  | Fernand Bourgaux Pol Braekman Fernand Linssen Isidoor Van de Wiele           |
| 1950 | EK    |      | (geen finale)       | (geen finale)                                                     | 42,2 s               | Hector Gosset Fernand Linssen Isidoor Van de Wiele Roland Vercruysse         |
| 1954 | EK    |      | (geen finale)       | (geen finale)                                                     | 41,5 s (NR)          | Jacques Vercruysse Carlos Germonprez Roland Vercruysse Isidoor Van de Wiele  |
| 1978 | EK    | 8e   | 39,73 s             | Ronald Desruelles Danny Roelandt Hans Van den Daele Lambert Micha | 40,16 s              | Ronald Desruelles Danny Roelandt Hans Van den Daele Lambert Micha            |
| 2001 | WK    |      | (geen finale)       | (geen finale)                                                     | 39,22 s              | Nathan Bongelo Bongelemba Anthony Ferro Kevin Rans Erik Wijmeersch           |
| 2003 | WK    |      | (geen finale)       | (geen finale)                                                     | 39,05 s (NR)         | Nathan Bongelo Bongelemba Anthony Ferro Kristof Beyens Xavier De Baerdemaker |
| 2006 | EK    |      | (geen finale)       | (geen finale)                                                     | DNF                  | Tom Schippers Xavier De Baerdemaker Anthony Ferro Kristof Beyens             |
| 2022 | EK    | 6e   | 39,01 s             | Robin Vanderbemden Ward Merckx Jordan Paquot Kobe Vleminckx       | 38,73 s (NR)         | Robin Vanderbemden Ward Merckx Simon Verherstraeten Kobe Vleminckx           |

NR nationaal record

AR Europees record

EK Europees kampioenschap

WK Wereldkampioenschap

OS Olympische Spelen

WR world relays 